# 乾坤挪移
《乾坤挪移》，是倪匡筆下科幻小說衛斯理系列之一，系列編號123，序言寫於2000年12月24日。
故事講述衛斯理與白素應姚大湖之邀，調查其伯父姚專營教授的頭有否被人換掉，最後竟發現一名科學家正在進行一項十分偉大的工程——知識轉移。

## 故事概述

### 換掉了的頭
全球礦務公司董事姚大湖，藉著小郭會見衛斯理，為的是一件十分怪異的事：她伯父語言學家姚專營教授死了，在殯儀館中，姚大湖感到伯父的「頭」並不是他的頭。
但姚大湖卻無法接近姚教授遺體去檢查他的頭，因為她的父親姚董事長不准任何人接近遺體，連遺體處理全由姚董事長和一個不知名的人經手。姚大湖曾向姚董事長講述她對伯父姚教授遺體的頭之感覺，但卻被姚董事長怒斥。衛斯理、白素、小郭雖覺得姚大湖未能提供任何實質證據懷疑姚教授的頭有問題，但經過一陣推搪後，他們最終答應幫忙。衛斯理最初認為姚董事長可能因爭產或公司營運問題與兄長姚教授交惡，但姚大湖證實父親與伯父一向關係良好。
衛斯理等四人來到殯儀館見姚教授的遺體，因無法近距離觀看，只用小郭偵探社提供的特製望遠鏡去觀看遺體，但眾人看到姚教授遺體的頭沒有什麼特別，但姚大湖卻堅稱感到那是一個假人頭。觀察期間，姚董事長來到，並對於他們用望遠鏡觀察兄長遺體感到憤怒，於是趕走了衛白郭三人。
姚大湖事後親自來道歉。談論之間，姚大湖對姚教授的死感到可惜，因為他的知識就此消失。姚大湖要求衛斯理、白素找出那個幫助姚董事長處理姚教授遺體的人，但白素把此任務推給了小郭。

### 小郭的調查
衛斯理夫婦向姚大湖表示找人是小郭的強項，所以姚大湖托小郭找出「那個人」。小郭在姚大湖安排下，親自參加姚教授的海上撒骨灰儀式，會一會姚董事長。小郭在船上主動與姚董事長交談，利用言語上的技巧，想使姚董事長透露真相，豈料小郭一問及假人頭時，姚董事長立即轉身並命船上四名保安將小郭扔到海裡。姚大湖為免生是非，於是撤銷了委托。
但小郭並沒有放棄調查。小郭另外向製造假人頭的專家調查，發現有人製造了一個姚教授的假人頭。有了這個發現，衛斯理認為姚教授的頭一定被換掉，於是衛斯理聯絡姚大湖並告之她此事，但她卻希望他們不再調查，因為她認為假人頭是父親姚董事長命人造的，她不想父親因此惹上任何刑責。衛斯理、白素卻堅持繼續調查，於是姚大湖帶他們到姚教授生前的住所。

### 姚教授的住所
姚教授生前的住所在姚氏大廈的頂樓。當姚大湖帶衛斯理夫婦進入大廈時，他們看到很多高科技來防範，包括最先進的人面識別技術。來到電梯前，因為電腦沒有衛斯理夫婦的紀錄，所以電梯不能開動。忽然，姚董事長來到，並趕走了衛斯理、白素。
事後，衛斯理從戈壁、沙漠口中得知電梯的保安系統是他倆的作品，他們稱這系統是無懈可擊，所以就算作為設計者他們都無法破解。衛斯理為無法進入姚教授的住所而感到無奈。而姚大湖此時忽然表示已了解整件事，不再需要衛斯理等人幫助，並突然前往哥倫比亞。衛斯理夫婦認為姚大湖遭父親壓迫而放棄調查，並離開香港逃避他們。白素於是親自前往哥倫比亞希望說服姚大湖，豈料當白素到哥倫比亞後，發現姚大湖真的參與一場國際會議，並非逃避他們。姚大湖更表示只是一場誤會，父親姚董事長已答應讓衛斯理進入姚教授的住所。
姚大湖返港後，與父親姚董事長帶領衛斯理、白素入姚教授的住所，在住所內竟發現仿姚教授的假人頭。姚董事長為所有疑惑作解釋，比如說，設置保安系統是為了避免姚教授受騷擾、製造姚教授的假人頭是為了紀念他。衛斯理和白素在住所參觀後並無發現就離開了，但衛斯理夫婦都認為姚董事長的解釋太完美，所以更認定他有事隱瞞。。

### 知識轉移的工程
幾天後，小郭從設計師中找到新線索：姚教授住所底下留有一個空間。而他也發現有七家機構曾製造過特別設計的機械裝置，而其中一家正是衛斯理的朋友雲氏兄弟的雲氏集團，所以小郭獲得一部份的圖樣。衛斯理和小郭把圖樣給了戈壁、沙漠研究，但因這只是其中一部份，所以他們只知道機械和探測極微量的電波有關。於是衛斯理推測此機械和腦電波有關。
戈壁、沙漠對此十分好奇。因機械在姚氏大廈中，所以他們就假以專家身分進入姚氏大廈檢查保安系統，實則探究機械裝置在何處。但卻沒有發現。
於是戈壁、沙漠進行第二步行動：破壞姚氏大廈的電腦控制系統，迫姚董事長講出真相。他們向姚氏大廈的電腦多次發放電腦病毒，但未能威脅對方，反而遭協助姚董事長處理姚教授喪禮的「那個人」，通過電腦罵了一頓。衛斯理認為此人是相識的，但是經過整容。戈壁、沙漠通過儀器發現此人正是離開了勒曼醫院的複製人專家杜良醫生。
白素靈機一觸想到利用紅外線熱探測攝影就可以找出機械的位置，於是小郭立即去辦，發現機械在頂樓的水池的底下。有了這兩個發現，衛斯理再次發出威脅，而此次威脅最後奏效，杜良在研究成功後向衛斯理和盤托出：原來杜良在水池底下進行知識轉移的工程，將姚教授所有知識，由他的腦轉移到姚董事長的白癡兒子——姚大達的腦中。而杜良在成功後把水池下的一切都搬走了。

## 故事角色
衛斯理、白素、小郭、姚大湖、姚董事長、戈壁、沙漠、杜良、姚大達

## 作者所要表達的看法
作者藉此故事主要表達他對人死後他的一切學問就會消失感到十分無奈。很多人辛苦了一生，不管生前是多麼艱苦，只要死了，就一切化為烏有。
除此以外，作者還藉此故事表達出他的種種看法，但並不是主要的：
- 作者認為地球除了近一百年，其餘的都是地球人自己扼殺自己的文明進展，使進步緩慢。

- 作者對用金錢堆砌出來的豪華並不欣賞。

- 作者並不喜人利用朋友義氣來達到利用對方的目的。

- 作者認為每人都有根據自己信念生活的權利，別人無需干涉。

## 相關書目
- 《身外化身》